# Luc Montagnier
Luc Antoine Montagnier (Chabris, 18 agosto 1932 – Neuilly-sur-Seine, 8 febbraio 2022) è stato un biologo e virologo francese, direttore emerito del Centre national de la recherche scientifique e dell'Unità di Oncologia Virale dell'Istituto Pasteur di Parigi dove nel 1983 assieme a Françoise Barré-Sinoussi ha scoperto il virus HIV: tale traguardo scientifico valse ai due il Premio Nobel per la medicina 2008 (assegnato anche al virologo tedesco Harald zur Hausen, per aver dimostrato la connessione tra Papillomavirus e cancro della cervice uterina).
Successivamente ha promosso una varietà di teorie pseudoscientifiche riguardo all'AIDS, alla cosiddetta memoria dell'acqua (principio alla base dell'omeopatia) e ai vaccini; durante la pandemia di COVID-19 ha sostenuto diverse teorie del complotto riguardo all'origine, alla diffusione e alla prevenzione del virus SARS-CoV-2, non dimostrate oppure ampiamente confutate. Montagnier è stato duramente criticato dalla comunità scientifica, tra cui decine di altri premi Nobel, venendo accusato di aver sfruttato tale riconoscimento per diffondere messaggi errati dal punto di vista scientifico.

## Biografia
Montagnier si laureò nel 1953 in scienze biologiche; dopo la morte per tumore del padre, decise di iscriversi alla facoltà di medicina e di dedicarsi successivamente all'oncologia, ottenendo il dottorato di ricerca in medicina alla Sorbona nel 1960. Nello stesso anno diviene ricercatore presso il Centre national de la recherche scientifique (CNRS); dal 1960 al 1964 svolge alcuni tirocini in Gran Bretagna presso i centri di ricerca di Carshalton (nella periferia di Londra) e Glasgow. Proprio a Carshalton nel 1963, isolando RNA a doppio filamento in alcune cellule infettate dal virus della encefalomiocardite, evidenziò un possibile coinvolgimento di sequenze a doppio filamento di RNA come matrice per la replicazione virale.
Dal 1965 al 1972 fu direttore di un laboratorio di ricerca dell'Istituto Curie presso Orsay. Nel 1972 fu quindi nominato capo dell'Unità Oncologica Virale dell'Istituto Pasteur e, nel 1974, direttore del CNRS. Nel 1982 venne contattato da un team guidato dal dottor Willy Rozenbaum dell'Hôpital Bichat di Parigi per collaborare alla ricerca sulla possibile causa retrovirale della sindrome da immunodeficienza acquisita (AIDS), identificata appena l'anno prima negli Stati Uniti d'America. Attraverso una biopsia al linfonodo di uno dei pazienti di Rozenbaum nel 1983, il gruppo di ricercatori guidato da Montagnier fu in grado di isolare il virus, a cui fu dato il nome di LAV (lymphadenopathy-associated virus, ovvero "virus associato a linfoadenopatia").
L'anno successivo un gruppo di studiosi statunitensi, guidato dal dottor Robert Gallo, capo laboratorio presso il National Cancer Institute di Bethesda nel Maryland, confermò la scoperta del virus, ma ne modificò il nome in "virus T-linfotropico umano di tipo III" (HTLV-III). Di lì a poco nacque un'accesa disputa internazionale tra Montagnier e Gallo su chi dei due potesse fregiarsi della paternità della scoperta, sorta in particolare a causa dei brevetti che i due presentarono per i test di diagnosi del virus: la polemica si sopì nel 1987 (anche grazie all'intervento politico del presidente americano Ronald Reagan e del primo ministro francese Jacques Chirac, che sostennero come la scoperta del virus andasse suddivisa equamente tra i due scienziati) ma riprese nel 1990, quando il Chicago Tribune scoprì che i campioni analizzati da Gallo non provenivano da un paziente statunitense (come Gallo e il suo team avevano sempre sostenuto) ma erano in realtà stati forniti dall'Istituto Pasteur; Gallo affermò che la scoperta del virus era tecnicamente attribuibile a Montagnier e i due si riavvicinarono alla fine degli anni Novanta, rilasciando anche alcune pubblicazioni firmate da entrambi riguardo alla storia della ricerca sull'HIV. Fece tuttavia scalpore, nel 2008, la mancata assegnazione del Nobel a Gallo, nonostante il suo ruolo fondamentale nel determinare l'associazione tra HIV e AIDS; lo stesso Montagnier si disse dispiaciuto per l'esclusione di Gallo dal premio.
Nel 1986 Montagnier riuscì a isolare un secondo ceppo del virus HIV, chiamato HIV-2 e maggiormente diffuso in Africa, e fu insignito del premio Albert Lasker per la ricerca medica. In seguito Montagnier s'impegnò in progetti di prevenzione dell'AIDS e nella ricerca di un vaccino efficace contro questa patologia, collaborando con diversi virologi, tra cui l'italiano Vittorio Colizzi. Nel 2008 gli venne assegnato il Premio Nobel per la medicina per la scoperta dell'HIV. Nell'ottobre del 2014 Montagnier siglò un accordo di collaborazione con l'I.R.C.C.S Neuromed per portare avanti alcuni studi di ricerca sulle neuroscienze.
Montagnier è morto l'8 febbraio 2022, circa sei mesi prima del suo novantesimo compleanno, ma la notizia è stata ufficializzata soltanto due giorni dopo dal quotidiano francese Libération. Le cause della morte non sono state divulgate dalla famiglia, nonostante si fossero inizialmente diffuse voci che la causa fosse l'infezione da COVID-19, al fianco di varie teorie di complotto formulate sui social network.

## Controversie

### Affermazioni sull'HIV
Nel 14 marzo 2010 Montagnier rilasciò alcune dichiarazioni accolte con sorpresa e cautela dalla comunità scientifica (in quanto non dimostrate), nelle quali affermava come sarebbe possibile, a suo dire, eradicare il virus dell'HIV stimolando il sistema immunitario con un corretto schema nutrizionale basato sull'assunzione di integratori e antiossidanti.
Durante una sua intervista alla trasmissione Le Iene rilasciata nel corso dello stesso anno, il virologo francese affermò che anche un bacio profondo poteva essere causa di trasmissione dell'HIV: molte associazioni, medici e ricercatori criticarono aspramente molte delle affermazioni di Montagnier, lamentando un approccio errato al tema. La settimana successiva fu intervistata, in modo da fornire un ulteriore punto di vista, Alessandra Cerioli, presidente della Lega italiana per la lotta contro l'AIDS.

### Ricerche sulla memoria dell'acqua
Montagnier ha pubblicato vari lavori riguardo alla cosiddetta memoria dell'acqua, principio alla base dell'omeopatia promossa da uno studio dell'immunologo francese Jacques Benveniste ma non confermata da numerosi altri esperimenti (tra cui uno a doppio cieco eseguito dal team dello stesso Benveniste sotto la supervisione del editorialista di Nature John Maddox, dell'illusionista e divulgatore scientifico James Randi e dell'investigatore antifrode Walter Stewart). Montagnier sostenne che Benveniste sia stato un moderno Galileo, in quanto ricusato dai suoi contemporanei nonostante la bontà delle sue idee; secondo il premio Nobel non è possibile affermare con certezza che l'omeopatia sia sempre nel giusto, ma che si può ritenere scientificamente valido il sistema di diluizioni multiple, e che questi fenomeni meritino ulteriori studi.
Nel 2009 Montagnier pubblicò due studi sulla rivista Interdisciplinary Sciences: Computational Life Sciences, di cui dirigeva il comitato di redazione, in cui sosteneva la possibilità di diagnosticare patogeni intestinali grazie a onde elettromagnetiche originate dal loro DNA e trasmesse dalle molecole d'acqua circostanti, nonché quella di individuare il DNA dell'HIV in pazienti in cui il virus non era più rilevabile con i metodi diagnostici standard. Tali studi sono stati accolti in maniera alquanto scettica da parte del mondo della ricerca. Montagnier sostenne di non aver pubblicato i due lavori in una rivista di più alto profilo perché in tal caso si sarebbe scontrato con esperti critici riguardo a Benveniste e alla memoria dell'acqua.
Secondo Montagnier, le onde elettromagnetiche prodotte dal DNA in individui esposti precedentemente a patogeni potrebbero essere correlate all'insorgenza di disturbi dello spettro autistico, morbo di Parkinson, sclerosi multipla, morbo di Lyme e artrite reumatoide: lo scienziato si fece promotore di un trial clinico per valutare se l'impiego prolungato di antibiotici potesse portare giovamento nei bambini autistici.
Nel 2011 una sezione della rivista scientifica Journal of Physics (la Conference Series che gode di una blanda peer review) ha pubblicato uno studio di Montagnier e altri intitolato DNA waves and water, nel quale viene illustrato come alcune sequenze di DNA avrebbero indotto segnali elettromagnetici di bassa frequenza in soluzioni acquose altamente diluite, le quali manterrebbero poi "memoria" delle caratteristiche del DNA stesso. Tale studio tuttavia è stato giudicato privo di validità scientifica poiché carente riguardo al protocollo sperimentale, alle apparecchiature usate, alle semplici basi teoriche.
Per tali sue ricerche, Montagnier ha ricevuto aspre critiche tanto da fare definire i risultati dei suoi studi come scienza patologica. Lo scienziato affermò che fosse in atto una vera e propria "persecuzione intellettuale" nei suoi confronti a causa delle sue ricerche; nel 2010 affermò di aver accettato il ruolo di dirigente di un laboratorio di ricerca presso l'università Jiao Tong di Shanghai allo scopo di poter proseguire i suoi studi, essendogli stati negati alcuni finanziamenti in Francia e dicendo di riscontrare in Cina una maggiore apertura verso tali ricerche rispetto all'Europa.

### Uso terapeutico della papaya
Montagnier ha affermato a più riprese come la papaya conterrebbe presunte sostanze benefiche utili a contrastare la sindrome acuta respiratoria grave (SARS) e il morbo di Parkinson (a tal proposito nel 2003 affermò di aver condiviso la sua cura a base di papaya con l'allora pontefice Giovanni Paolo II, che soffriva di una grave forma della malattia neurodegenerativa). Tali affermazioni non hanno però mai avuto riscontro oggettivo, in quanto Montagnier non ha mai pubblicato alcuna ricerca in proposito.

### Affermazioni sui vaccini
A partire dagli anni 2010 Montagnier ha espresso varie considerazioni, spesso critiche e contrarie, sui vaccini e sul loro utilizzo, senza però mai pubblicare alcuno studio e senza alcun serio controllo scientifico di supporto alle sue dichiarazioni; per questo motivo è diventato una delle principali personalità di ispirazione per i movimenti antivaccinisti, i quali riprendono regolarmente sue affermazioni a sostegno delle loro tesi. Montagnier ha esternato in vari convegni organizzati da personaggi affiliati alle teorie no-vax dubbi riguardo alla sicurezza dei vaccini, che secondo lui potrebbero essere addirittura correlati allo sviluppo di disturbi dello spettro autistico e di altre patologie: tuttavia, come già accennato, il virologo francese non ha mai reso disponibile nessun risultato scientifico a sostegno di ciò.
In più occasioni Montagnier si è espresso in maniera contraria a un uso intensivo delle vaccinazioni, sostenendo come gli undici vaccini obbligatori previsti in Francia sarebbero troppi e che in generale l'obbligo vaccinale sarebbe "un errore medico e politico".

### Nomina a direttore del CIRCB
Nel 2012 Montagnier venne nominato direttore ad interim del Chantal Biya International Reference Centre (CIRCB) di Yaoundé (Camerun), centro di riferimento a livello internazionale nella lotta a HIV e AIDS, e unico centro nell'Africa centrale con capacità di tracciamento e monitoraggio continuo dei casi. Questa nomina suscitò la reazione di 34 premi Nobel, che in una lettera indirizzata all'allora presidente camerunese Paul Biya chiesero di riconsiderare la scelta temendo possibili ripercussioni negative alla credibilità del CIRCB a causa delle teorie pseudoscientifiche pubblicate da Montagnier nel corso degli anni. Quest'ultimo bollò l'iniziativa come un presunto attacco indebito a lui e al suo team di ricerca, asserendo inoltre di essere l'ennesimo caso nella storia di scienziato pioniere inizialmente screditato da una presunta "comunità scientifica conservatrice".

### Posizioni sul virus SARS-CoV-2
Nell'aprile 2020, in occasione di un'intervista rilasciata a un podcast francese che tratta tematiche mediche, Montagnier ha dichiarato di ritenere che il virus SARS-CoV-2, responsabile della pandemia di COVID-19 iniziata alla fine dell'anno precedente, sarebbe stato creato artificialmente all'interno di un laboratorio di ricerca della città cinese di Wuhan durante alcuni studi sulla possibile produzione di un vaccino contro il virus HIV.
A supporto di tale tesi, Montagnier ha citato uno studio pubblicato dall'università di Nuova Delhi nel gennaio 2020, secondo cui il genoma del SARS-CoV-2 conterrebbe alcune sequenze presenti anche in quello del virus HIV; tale studio era tuttavia stato accolto con molto scetticismo e ottenuto diverse critiche da parte della comunità scientifica mondiale a causa di varie imprecisioni teorico-tecniche, venendo smentito da altri studi peer reviewed, ed era stato ritirato dagli autori stessi meno di due giorni dopo la pubblicazione.
Secondo Montagnier, la somiglianza tra i due genomi virali sarebbe stata confermata da ulteriori ricerche condotte da lui in prima persona e dal ricercatore Jean-Claude Perez. Perez, ex ingegnere della IBM dedicatosi successivamente alla biologia teorica, aveva a sua volta pubblicato nel febbraio 2020 uno studio - di cui era unico firmatario, e che conteneva diverse sezioni riciclate da suoi lavori precedenti - intitolato Wuhan covid-19 synthetic origins and evolution sulla rivista International Journal of Research - GRANTHAALAYAH, ritenuta una pubblicazione predatoria la cui casa editrice era stata multata per 50 milioni di dollari dalla Federal Trade Commission nel 2019 per aver pubblicato nel corso degli anni articoli non sottoposti a verifica, spesso dietro pagamento.
Il giorno successivo alla pubblicazione dell'intervista, Montagnier intervenne in diretta durante una trasmissione del canale all-news francese CNews ribadendo quanto detto, e aggiungendo che nel diffondersi della pandemia avrebbero potuto avere un ruolo anche le frequenze elettromagnetiche della tecnologia 5G, che sarebbe stata recentemente introdotta e ampiamente diffusa proprio a Wuhan. Le evidenze raccolte nel corso degli anni da molteplici studi tuttavia non hanno provato in maniera univoca un possibile effetto di trasmissione di agenti patogeni da parte delle onde elettromagnetiche impiegate nella telefonia mobile, e la comunità scientifica ha ampiamente dimostrato l'inconsistenza della presunta correlazione tra diffusione della COVID-19 e tecnologia 5G (correlazione che il direttore dell'NHS britannico Stephen Powis ha definito "spazzatura").
Intervistato nel dicembre 2020 da France Soir, testata online che ha spesso pubblicato fake news, parlando del vaccino anti COVID-19 Moderna, Montagnier dichiarò che il processo di approvazione a cui erano stati sottoposti i vaccini a mRNA per la COVID-19 avrebbe omesso di analizzare vari possibili effetti collaterali, compresi potenziali effetti cancerogeni, senza tuttavia portare prove a sostegno delle sue speculazioni; sostenne poi di non volersi vaccinare contro il virus e di voler optare, in caso di infezione, per una terapia a base di azitromicina (nonostante tale principio attivo non sia utilizzato in una specifica terapia definita, ma piuttosto integrata ad altri trattamenti).
Il 15 gennaio 2022, intervenuto a una manifestazione no-vax in piazza XXV Aprile a Milano, Montagnier affermò che i vaccini utilizzati per contrastare la diffusione del virus non sarebbero funzionanti e che anzi favorirebbero altre infezioni, che alcune componenti presenti in essi siano tossiche e che somministrarli ai bambini sia un crimine. Montagnier asserì anche che il futuro dell'umanità sarebbe stato nelle mani dei non vaccinati e che i soggetti vaccinati con i vaccini contro il COVID-19 sarebbero destinati ad "essere salvati nei centri medici".
Le affermazioni di Montagnier riguardo a SARS-CoV-2 sono state confutate da altri virologi.

## Riconoscimenti
Oltre al Nobel, Montagnier è stato insignito di altri premi:
- Premio Lasker (1986)
- Japan Prize (1988)
- Premio Scuola medica salernitana (2011)[79]
- Sigillo dell'Università degli Studi di Salerno (2011)[79]